# Proscylliidae
I Proscylliidae (Compagno, L.J.V., 1984) sono una famiglia poco numerosa di squali, che comprende 4 generi e 7 specie.
Si tratta di squali di piccole dimensioni (< 1.2 m), che vivono in acque profonde (50 – 713 m) con un areale che spazia tra le acque temperate calde dell'Oceano Atlantico e quelle dell'Oceano Pacifico Occidentale. Presentano occhi allungati, simili a quelli dei gatti, con palpebre nictitanti, piccoli denti canini, ed infine due piccole pinne dorsali senza spina ed una pinna anale. La base della prima pinna dorsale è proprio opposta alle basi delle pinne pelviche. La maggior parte di queste specie è ovovivipara, eccezion fatta per il Proscyllium habereri. La dieta di questi squali indifesi consiste di piccoli pesci e di invertebrati.

## Generi e specie
- Genere Ctenacis
  - Ctenacis fehlmanni (Springer, 1968)
- Genere Eridacnis
  - Eridacnis barbouri (Bigelow & Schroeder, 1944)
  - Eridacnis radcliffei Smith, 1913
  - Eridacnis sinuans (Smith, 1957)
- Genere Proscyllium
  - Proscyllium habereri (Hilgendorf, 1904)
  - Proscyllium venustum (Tanaka, 1912)
  - Proscyllium magnificum (Last & Vongpanich, 2004)